# Belaoka Marovato
Belaoka Marovato è una città e comune del Madagascar situata nel distretto di Andapa, regione di Sava. 
La popolazione del comune rilevata nel censimento 2001 era pari a 8 463 unità.